# جون فوستر (سياسي)
جون فوستر (بالإنجليزية: John Foster)‏ هو موظف مدني ومؤلف وسياسي أسترالي، ولد في 19 أغسطس 1818، وتوفي في 3 يناير 1900. انتخب عضو المجلس التشريعي الفيكتوري وانتخب عضو المجلس التشريعي نيو ساوث ويلز عن دائرة Electoral district of Port Phillip ‏ (1 يونيو 1846 – 1 يونيو 1848) وانتخب عضو الجمعية التشريعية فيكتوريا.